# Lothar Gellert
Lothar Gellert (15. září 1957, Göttingen) je německý právník a vysokoškolský pedagog.

## Život
Vystudoval práva na Univerzitě Georga Augusta v Göttingenu.
V letech 1991 až 2011 působil na Spolkovém ministerstvu financí v různých funkcích a odděleních. V tomto období byl také vyslán jakožto národní expert na generální ředitelství Evropské komise OLAF (2005 až 2007) a TAXUD (2009 až 2011).
Od roku 2011 působí na Hochschule des Bundes für öffentliche Vervaltung v Münsteru. Je autorem řady odborných prací a publikací.
Od roku 2016 působil také na Ukrajině. Stal se zde poradcem pro celní politiku vedoucího Státní fiskální služby Romana Nasirova.
University of Customs and Finance v Dněpropetrovsku mu udělila čestný doktorát.
Mezi lety 2019 až 2022 zastával post generálního zplnomocněnce Lazarus Union. Je rovněž členem několika rytířských řádů a Řádu rytířů Rizala.